# Орша (озеро)
Орша — озеро в Оршанской волости Новоржевского района Псковской области, в 0,5 км к северо-востоку от Новоржева.
Площадь — 2,7 км² (266,8 га, с островами — 267,0 га). Максимальная глубина — 4,0 м, средняя глубина — 1,3 м. Площадь водосборного бассейна — 107,8 км².
На берегу озера расположена деревня Орша.
Проточное. Относится к бассейну рек-притоков: Вержа, Оршанка, Льста, Сороть, которые, в свою очередь, относятся к бассейну реки Великая.
Тип озера лещево-плотвичный. Массовые виды рыб: лещ, щука, плотва, окунь, карась, ерш, густера, красноперка, линь, налим, язь, елец, пескарь, щиповка, голец.
Для озера характерны: илистое дно, в литорали — песок, заиленный песок, ил; локальные заморы.